# Алатырев, Василий Иванович
Васи́лий Ива́нович Ала́тырев (Покровский Урустамак, 1 августа 1908— 1 ноября 1984, Ижевск) — советский лингвист, специалист по удмуртскому языку и финно-угорским языкам, кандидат филологических наук (1937), доцент (1938).

## Биография
Учился сначала в Бугульминской совпартшколе I ступени, среднее образование получил в Казанской совпартшколе II ступени. Во время учёбы работал уполномоченным волисполкома и райисполкома по хлебозаготовкам и коллективизации. Окончив в 1930 году школу, работал несколько месяцев завучем в ШКМ в селе Оштормо-Юмья Кукморского района, прошёл подготовительные курсы при пединституте в Казани и в том же году поступил в Ленинградский пединститут им. А. И. Герцена. По его окончании в 1934 году был оставлен в аспирантуре этого же института. В 1937 году защитил диссертацию «Сложносочинённые слова в удмуртском языке» под руководством Д. В. Бубриха, которого впоследствии травил в ходе кампании по борьбе с космополитизмом.
В 1937—1938 годах работал старшим научным сотрудником в Институте языка и письменности и одновременно в Институте языка и мышления АН СССР в Ленинграде. В 1938 году получил назначение на должность заведующего кафедрой русского языка в Карельском пединституте. Финский фронт и последующая болезнь оторвали В. И. Алатырева от научно-педагогической деятельности, к которой он вернулся в августе 1940 году в качестве доцента кафедры русского языка Карело-Финского университета. С этого времени до 1955 года он преподавал в вузах Карелии и Удмуртии, при этом с 1941 года возглавлял кафедры то удмуртского языка и литературы в Удмуртском пединституте, то русского языка в этом же институте и Карело-Финском университете. За время работы в вузах он читал студентам введение в языкознание, общее языкознание, старославянский язык, историческую грамматику русского языка, русскую диалектологию, современный русский язык, введение в финно-угорскую филологию, сравнительную грамматику финно-угорских языков, удмуртский язык, историю удмуртского языка, удмуртскую диалектологию.
В 1955 году В. И. Алатырев перешёл в Удмуртский научно-исследовательский институт истории, экономики, языка и литературы при Совете Министров Удмуртской АССР, где в должностях старшего научного сотрудника и заведующего сектором языка проработал до ухода на пенсию в 1978 году.

## Научная деятельность
В. И. Алатырев был лингвистом широкого профиля, что было обусловлено, с одной стороны, преподавательской работой в вузах, с другой — неразработанностью к тому времени многих вопросов удмуртского языкознания. Он занимался вопросами словообразования, лексики и этимологии, графики и орфографии современного удмуртского языка. Его научные интересы простирались также на вопросы этногенеза финно-угорских народов. В. И. Алатырев активно участвовал в создании научной грамматики современного удмуртского языка. Он автор свыше 150 научных и научно-методических работ. Его теоретические разработки помогли решить многие практические вопросы, связанные с удмуртской графикой и орфографией.

### Публикации
- Безличные предложения в удмуртском языке // Записки Удм. НИИ ист., яз., лит. и фольклора при СМ УАССР. — Вып. 9. — Ижевск, 1940. — С. 3-10.;
- О безличных глаголах и безличных синтаксических конструкциях в удмуртском языке. // Записки Удм. НИИ ист., яз., лит. и фольклора при СМ УАССР. — Вып. 10. — Ижевск, 1941. — С. 3-28.;
- Глаголы притворного действия // Вопросы удмуртского языкознания. — Ижевск: Удмуртское книжное изд-во, 1959. — Т. 1. — С. 73-139.;
- Образование значение и история имен с формой «-эс». — Ижевск: Удмуртское книжное изд-во, 1962. — 72 с.;
- Из пермской этимологии. // Вопросы финно-угорского языкознания. — Вып. 4. — Ижевск, 1967. — С. 42-52.;
- Выделительно-указательная категория в удмуртском языке. // Расширенный доклад на 3 Международном конгрессе финно-угроведов в г. Таллине. — Ижевск, 1970. — 75 с.;
- Грамматика современного удмуртского языка: Синтаксис простого предложения / Под общ. ред. В. И. Алатырева; Удм. НИИ при СМ УАССР. — Ижевск: Удмуртия, 1970. — 250 с.;
- Именные деривационные аффиксы. // Вопросы удмуртского языкознания. — Вып.4. — Ижевск, 1976. — С. 1-141.;
- Этимологический словарь удмуртского языка: Буквы А, Б: 778 словарных статей. / Под ред. В. М. Вахрушева, С. В. Соколова. — Ижевск: Научно-исследовательский институт истории, экономики, языка и литературы при Совете Министров Удмуртской АССР, 1988. — 238, [2] с.